# Pole sił kolorowych
Pole sił kolorowych tworzą gluony przenoszące kolor i antykolor pomiędzy kwarkami i antykwarkami. Energia pola sił kolorowych wzrasta wraz ze wzrostem odległości pomiędzy oddziałującymi kwarkami. Silne rozsunięcie kwarków powoduje naprężenie pola. Próba jego zerwania kończy się niepowodzeniem, ponieważ nadmierna ilość energii zostaje zamieniona na masę, na skutek czego powstają dwa nowe kwarki (dopełniające). Pole zamienia się wtedy na dwa pola o niższej energii (brakująca energia zamieniła się na masę).